# 호텔 타지마할
《호텔 타지마할》(영어: One Less God)은 리암 워싱턴 감독의 액션 영화이다.

## 캐스팅
- 네이단 카예 : 오즈 역
- 수크라흐 디팍 : 그라다 역
- 조셉 말러 테일러 : 션 역
- 카비르 싱흐 : 야신 역
- 미히카 라오 : 아티야 역